# 垂头橐吾
垂头橐吾（学名：Ligularia cremanthodioides）是菊科橐吾属的植物。分布于尼泊尔以及中国大陆的云南、西藏等地，生长于海拔3,600米至4,000米的地区，一般生长在山谷林下以及岩石，目前尚未由人工引种栽培。